# Liste der Baudenkmale in Gottesgabe (bei Schwerin)
In der Liste der Baudenkmale in Gottesgabe sind alle denkmalgeschützten Bauten der mecklenburgischen Gemeinde Gottesgabe und ihrer Ortsteile aufgelistet. Grundlage ist die Veröffentlichung der Denkmalliste des Kreises Nordwestmecklenburg mit dem Stand vom 16. September 2020.

## Legende
In den Spalten befinden sich folgende Informationen:
- ID-Nr: Die Nummer wird von den Denkmalämtern der Landkreise vergeben. Wenn sie nicht bekannt ist, bleibt die Spalte leer. In dieser Spalte kann sich zusätzlich das Wort Wikidata befinden, der entsprechende Link führt zu Angaben zu diesem Denkmal bei Wikidata.
- Lage: die Adresse des Denkmales und die geographischen Koordinaten.
Link zu einem Kartenansichtstool, um Koordinaten zu setzen. In der Kartenansicht sind Denkmale ohne Koordinaten mit einem roten bzw. orangen Marker dargestellt und können in der Karte gesetzt werden. Denkmale ohne Bild sind mit einem blauen bzw. roten Marker gekennzeichnet, Denkmale mit Bild mit einem grünen bzw. orangen Marker.
- Bezeichnung: Bezeichnung, so wie sie in den offiziellen Listen der Denkmalämter steht. Ein Link hinter der Bezeichnung führt zum Wikipedia-Artikel über das Denkmal. Wenn die Bezeichnung der Denkmalämter inhaltlich fehlerhaft ist, ist in der Spalte „Beschreibung“ darauf hinzuweisen.
- Beschreibung: Beschreibung des Denkmales
- Bild: ein Bild des Denkmales und gegebenenfalls einen Link zu weiteren Fotos des Denkmals im Medienarchiv Wikimedia Commons

## Baudenkmale nach Ortsteilen

### Gottesgabe
| ID  | Lage                      | Bezeichnung  | Beschreibung | Bild |
| --- | ------------------------- | ------------ | ------------ | ---- |
| 470 | Eichenweg 2 (Karte)       | Gutshaus     |              |      |
| 471 | Kastanienallee 28 (Karte) | ehem. Schule |              |      |

### Groß Welzin
| ID  | Lage                      | Bezeichnung                                            | Beschreibung | Bild |
| --- | ------------------------- | ------------------------------------------------------ | ------------ | ---- |
| 667 | Dorfstraße 9-12 (Karte)   | ehem. Tagelöhnerkate                                   |              |      |
| 668 | Zum Gutshof               | Landschaftspark                                        |              |      |
| 669 | Zum Gutshof               | Nebengebäude des Gutshauses: Stall, Wirtschaftsgebäude |              |      |
| 670 | Perliner Straße 5 (Karte) | ehem. Tagelöhnerkate                                   |              |      |

### Klein Welzin
| ID  | Lage                                                                 | Bezeichnung       | Beschreibung | Bild |
| --- | -------------------------------------------------------------------- | ----------------- | --- | ---- |
| 781 | Dorfstraße Klein Welzin 19 (Karte)                                   | Speicher          | |      |
| 782 | Dorfstraße Klein Welzin 22 (Karte)                                   | Gutshaus mit Park | 2-gesch., ursprüngl. 11-achsiger Putzbau von der Mitte des 19. Jh. mit Mittelrisalit, Sockelgeschoss und zwei rückseitigen, 4-gesch. Türmchen sowie neueren 1-gesch. Anbauten und Überformungen am Dach; Gut der Familien Philipp Seip (ab 1848) und Dieste (ab 1867). 1999 übernahm die AWO das Gutshaus als Alten- und Pflegeheim. |      |
| 784 | Dorfstraße Klein Welzin 28 (Karte)                                   | Wohnhaus          | |      |
| 785 | Dorfstraße Klein Welzin 21                                           | Transformator     | |      |
|     | Dorfstraße Klein Welzin 2, 5, 6, 7, 8, 9, 37, 40, 41, 43, 44, 45, 46 | Aufsiedlerhöfe    | |      |

### Rosenhagen
| ID   | Lage                | Bezeichnung              | Beschreibung | Bild |
| ---- | ------------------- | ------------------------ | ------------ | ---- |
| 1219 | Lindenweg 7 (Karte) | Gutshaus                 |              |      |
| 1220 | (Karte)             | Obelisk vor dem Gutshaus |              |      |

## Ehemalige Baudenkmale

### Klein Welzin
| ID  | Lage                               | Bezeichnung                | Beschreibung | Bild |
| --- | ---------------------------------- | -------------------------- | ------------ | ---- |
| 779 | Dorfstraße 18 (Karte)              | Wohnhaus                   |              |      |
| 780 | Dorfstraße Klein Welzin 19 (Karte) | Wohnhaus= Wohnstallgebäude |              |      |
| 783 | Dorfstraße 25 (Karte)              | Wohnhaus                   |              |      |

## Quelle
- Denkmalliste des Landkreises Nordwestmecklenburg (Stand: 9. November 2023; PDF, 1,2 MByte)

- Karte mit allen Koordinaten:
- OSM |
- WikiMap